# Класифікація Анн-Арбор
Класифікація Анн-Арбор — це система класифікації стадій розвитку лімфом, як для ходжкінських лімфом (стара назва - хвороба Ходжкіна), так і для неходжкінських лімфом (скорочено - НХЛ). Спочатку вона була розроблена для ходжкінських лімфом, але має деяке застосування для НХЛ. Класифікація виконує приблизно ту ж функцію, що й визначення стадії TNM для солідних пухлин.
Стадія залежить як від місця розташування злоякісної тканини (що визначається, наприклад, при біопсії, комп’ютерній томографії, скануванні з галієм та, все частіше, позитронно-емісійної томографії), так і від системних симптомів, спричинених лімфомою («симптоми B»: нічна пітливість, втрата ваги >10% або гарячка ).

## Загальний принцип
Основою визначення стадії хвороби є локалізація пухлини: 
- Стадія I вказує на те, що пухлина локалізується в одній ділянці, як правило, в одному лімфовузлі та прилеглій зоні. Ця стадія часто не має симптоматики.
- Стадія II вказує на те, що пухлина локалізується в двох окремих ділянках, уражає лімфатичний вузол або лімфатичний орган та другу ділянку, і що обидві уражені діляники розташовані по один бік діафрагми (над або під нею).
- Стадія III вказує на те, що рак поширився на обидві сторони діафрагми, включаючи один орган або ділянку поблизу лімфатичних вузлів або селезінки.
- Стадія IV вказує на дифузне або поширене ураження одного або кількох екстралімфатичних органів, включаючи будь-яке ураження печінки, кісткового мозку або вузлове ураження легень.

## Модифікатори
До деяких стадій можуть додаватись літери: 
- A або B: відсутність загальних симптомів позначається додаванням до стадії літери «A»; наявність позначається додаванням «В».
- S: використовується, якщо хвороба поширилася на селезінку (spleen).
- E: використовується, якщо захворювання є «екстранодальним» (не в лімфатичних вузлах) або поширилося з лімфатичних вузлів на прилеглі тканини.
- X: використовується, якщо найбільше вогнище пухлини >10 см ("об'ємна хвороба [bulky disease]"), або середостіння ширше ⅓ грудної клітки на рентгенограмі органів грудної клітки.

## Тип класифікації
Характер класифікації (іноді) виражається як:
- CS: клінічна стадія, встановлена за результатами огляду лікаря і аналізів.
- PS: патоморфологічна стадія, встановлена шляхом діагностичної лапаротомії (операція, що виконується через розріз черевної стінки) зі спленектомією (хірургічне видалення селезінки).  Примітка: діагностична лапаротомія перестала бути рутинною для визначення стадії лімфоми.

## Обмеження
Класифікація не враховує ступінь (біологічну поведінку) пухлинної тканини. Прогностичне значення "об’ємної хвороби" та деяких інших модифікаторів було визначено на конференції у Котсуолді.

## Історія
Класифікація Анн-Арбор названа на честь міста Анн-Арбор, штат Мічиган, де в 1971 році відбулася конференція Комітету з класифікації стадій хвороби Ходжкіна; у ній брали участь експерти зі Сполучених Штатів, Великобританії, Німеччини та Франції, і на ній відбулася заміна старої класифікації (Rye classification) 1965 року. Котсуолдська модифікація з'явилася після конференції в 1988 році в британському Котсуолдсі . 